# Уаско
Уаско (исп. Huasco) — город и морской порт в Чили. Административный центр одноимённой коммуны. Население города — 6 445 человек (2002). Город и коммуна входит в состав провинции Уаско и области Атакама.
Территория — 1601,4 км². Численность населения — 10 149 жителя (2017). Плотность населения — 6,33 чел./км².

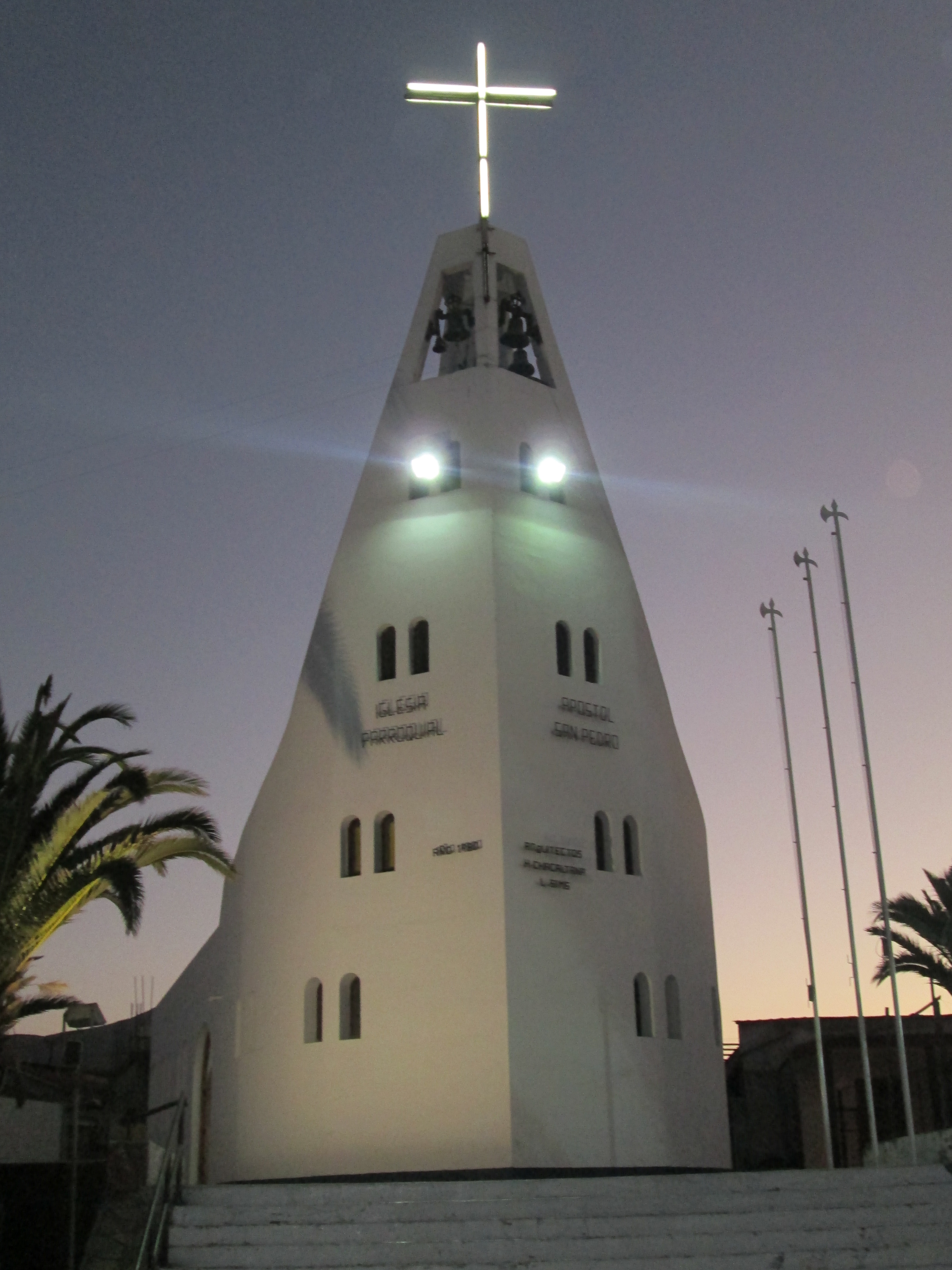
Церковь Уаско

## Расположение
Город расположен на побережье Тихого океана близ устья реки Уаско в 151 км на юго-запад от административного центра области города Копьяпо.
Коммуна граничит:
- на севере — коммуна Копьяпо
- на востоке — провинции Вальенар
- на юге — коммуна Фрейрина
- на западе — Тихий океан

## Транспорт
- Морской порт Гуакольда
- Железнодорожная станция (трасса Уаско — Вальенар)
- Автомобильная трасса Уаско — Вальенар

Расстояние по автомобильной дороге до городов:
- Копьяпо — 207 км
- Вальенар — 57 км
- Фрейрина — 17 км

## Демография
Согласно сведениям, собранным в ходе переписи 2017 г Национальным институтом статистики (INE), население коммуны составляет:
| Полное население                          | Полное население                          | Полное население                          | Полное население                          | Полное население                          | 10 149 |
| ----------------------------------------- | ----------------------------------------- | ----------------------------------------- | ----------------------------------------- | ----------------------------------------- | ------ |
| в том числе:                              | Городское население                       | 8 902                                     | Процент городского населения, %           | 87,71                                     |        |
|                                           | Сельское население                        | 1 247                                     | Процент сельского населения, %            | 12,29                                     |        |
|                                           | Мужское население                         | 5 243                                     | Процент мужского населения, %             | 51,66                                     |        |
|                                           | Женское население                         | 4 906                                     | Процент женского населения, %             | 48,34                                     |        |
| Плотность населения, чел/км²              | Плотность населения, чел/км²              | Плотность населения, чел/км²              | Плотность населения, чел/км²              | Плотность населения, чел/км²              | 6,33   |
| Население коммуны в % к населению области | Население коммуны в % к населению области | Население коммуны в % к населению области | Население коммуны в % к населению области | Население коммуны в % к населению области | 3,55   |

| Динамика изменения населения коммуны | Динамика изменения населения коммуны | Динамика изменения населения коммуны | Динамика изменения населения коммуны |
| ------------------------------------ | ------------------------------------ | ------------------------------------ | ------------------------------------ |
| 1992                                 | 2002                                 | 2012                                 | 2017                                 |
| 7516                                 | 7945▲                                | 9015▲                                | 10149▲                               |

## Важнейшие населенные пункты[4]
| № | Населённый пункт | Населённый пункт (исп.) | Категория | Население чел. (2002) | На карте                        |
| - | ---------------- | ----------------------- | --------- | --------------------- | ------------------------------- |
| 1 | Уаско            | Huasco                  | город     | 6445                  | 28°27′59″ ю. ш. 71°13′15″ з. д. |
| 2 | Уаско-Бахо       | Huasco Bajo             | поселок   | 776                   | 28°28′27″ ю. ш. 71°10′38″ з. д. |
| 3 | Канто-де-Агуа    | Canto De Agua           | поселок   | 140                   | 28°09′00″ ю. ш. 70°51′42″ з. д. |
| 4 | Каррисаль-Бахо   | Carrizal Bajo           | поселок   | 129                   | 28°04′55″ ю. ш. 71°08′52″ з. д. |
| 5 | Ла-Арена         | La Arena                | поселок   | 109                   | 28°27′48″ ю. ш. 71°10′07″ з. д. |
| 6 | Эль-Пино         | El Pino                 | поселок   | 98                    | 28°29′17″ ю. ш. 71°08′59″ з. д. |